# Telestes
Telestes is een geslacht van straalvinnige vissen uit de familie van eigenlijke karpers (Cyprinidae).

## Soorten
- Telestes beoticus (Stephanidis, 1939)
- Telestes croaticus (Steindachner, 1866)
- Telestes dabar Bogutskaya, Zupan?i?, Bogut & Naseka, 2012
- Telestes fontinalis (Karaman, 1972)
- Telestes karsticus Mar?i? & Mrakov?i?, 2011
- Telestes metohiensis (Steindachner, 1901)
- Telestes miloradi Bogutskaya, Zupan?i?, Bogut & Naseka, 2012
- Telestes montenigrinus (Vukovic, 1963)
- Telestes muticellus (Bonaparte, 1837)
- Telestes pleurobipunctatus (Stephanidis, 1939)
- Telestes polylepis Steindachner, 1866
- Telestes souffia (Risso, 1827)
- Telestes turskyi (Heckel, 1843)
- Telestes ukliva (Heckel, 1843)